# Silene densiflora
Silene densiflora là loài thực vật có hoa thuộc họ Cẩm chướng. Loài này được d'Urv. miêu tả khoa học đầu tiên năm 1822.